# José María García-Aranda
José María García-Aranda Encinar (Madrid, Comunidad de Madrid, España, 3 de marzo de 1956), conocido como García Aranda, es un exárbitro de fútbol español de la Primera División de España. Pertenecía al Comité de Árbitros de la Comunidad de Madrid.
Fue también árbitro FIFA desde el año 1993 hasta 2001.

## Trayectoria
Consigue el ascenso a Primera División de España en la temporada 1989-90, debutando el 3 de septiembre de 1989 en el Estadio Carlos Tartiere en el partido Real Oviedo contra el CD Castellón (1-1).
Se retiró en la temporada 2000-01. El último encuentro que dirigió fue la final de la Copa del Rey disputada el 30 de junio de 2001 entre el Real Zaragoza y el Celta de Vigo (3-1).

## Finales arbitradas
- Copa del Rey 1994-95
- Copa de la UEFA 1996-97 (vuelta)
- Copa Intercontinental 1997
- Supercopa de España de Fútbol 1999 (ida)
- Copa del Rey 2000-01

## Partidos arbitrados selecciones
- Juegos Olímpicos Atlanta 1996: Italia vs Ghana (1ª fase) y Nigeria vs Brasil (semifinal)
- Copa Mundial de Fútbol de 1998: Brasil vs Escocia (inaugural), Holanda vs Yugoslavia (octavos) y Francia vs Croacia (semifinal)
- Eurocopa 2000: Croacia vs Yugoslavia (repesca, vuelta), Italia vs Bélgica (1ª fase) y Holanda vs Yugoslavia (cuartos)

## Premios
- Premio Don Balón (2): 1997/98, 2000/01
- Trofeo Guruceta (1): 2000/01